# Орловский областной Совет народных депутатов
Орловский областной Совет народных депутатов — законодательный (представительный) однопалатный орган государственной власти Орловской области, является постоянно действующим высшим и единственным органом законодательной власти области. Ныне действующий состав сформирован по итогам выборов 18 сентября 2016 года. По сравнению с предыдущим составом, в нём увеличилось количество депутатов от Единой России, ЛДПР и Справедливой России, и уменьшилось число депутатов от КПРФ. Председатель Совета — Леонид Семенович Музалевский, первый заместитель председателя — Михаил Васильевич Вдовин.

## Общая информация
Орловский областной Совет народных депутатов в соответствии со статьей 50.1 Устава Орловской области является постоянно действующим высшим и единственным органом законодательной власти области. Орловский Областной Совет народных депутатов состоит из 50 депутатов, избираемых населением области на основе всеобщего равного и прямого избирательного права при тайном голосовании. При этом 25 депутатов избираются по одномандатным округам (один округ — один депутат), а 25 депутатов — по единому избирательному округу пропорционально числу голосов избирателей, полученных каждым из списков кандидатов, выдвинутых избирательными объединениями. Срок полномочий депутатов одного созыва составляет 5 лет (в соответствии со статьей 50.2 Устава Орловской области).

## Полномочия
Полномочия Орловского областного Совета народных депутатов установлены Конституцией Российской Федерации, Федеральными Законами, Уставом Орловской области и Законами Орловской области. Основная задача Орловского областного Совета народных депутатов — осуществление правотворческой деятельности по принятию законов Орловской области
Орловский областной Совета народных депутатов осуществляет следующие полномочия:
- принимает Устав (Основной Закон) Орловской области и вносит в него изменения и дополнения;
- осуществляет законодательное регулирование по предметам ведения Орловской области и предметам совместного ведения Российской Федерации и субъектов Российской Федерации в пределах полномочий Орловской области;
- заслушивает ежегодные отчеты Губернатора области о результатах деятельности Правительства области, в том числе по вопросам, поставленным областным Советом народных депутатов;
- осуществляет иные полномочия, установленные Конституцией Российской Федерации, федеральными законами, Уставом (Основным Законом) Орловской области и настоящим Законом.

## Созывы
1. 1994—1998
2. 1998—2002
3. 2002—2007
4. 2007—2011
5. 2011—2016
6. 2016—н. в.

## Фракции
| Фракция             | Руководитель                | Кол-во депутатов |
| ------------------- | --------------------------- | ---------------- |
| Единая Россия       | Вдовин Михаил Васильевич    | 34               |
| КПРФ                | Дынкович Иван Сергеевич     | 6                |
| ЛДПР                | Куцын Андрей Александрович  | 5                |
| Справедливая Россия | Перелыгин Руслан Викторович | 3                |

## Комитеты
| Название комитета                                                                                    | Председатель комитета          |
| --- | ------------------------------ |
| Комитет по аграрной политике, природопользованию и экологии                                          | Ерохина Татьяна Ивановна       |
| Комитет по законодательству, государственному строительству, правопорядку и депутатской деятельности | Удалова Лариса Васильевна      |
| Комитет по бюджету, налогам и финансам                                                               | Волков Сергей Станиславович    |
| Комитет по вопросам местного самоуправления и Регламенту                                             | Савин Валерий Иванович         |
| Комитет по здравоохранению, социальной политике и связям с общественными объединениям                | Крючков Анатолий Николаевич    |
| Комитет по образованию, культуре, спорту, молодёжной политике и туризму                              | Кошелев Олег Петрович          |
| Комитет по взаимодействию со средствами массовой информации и трудовым отношениям                    | Остроушко Валентина Викторовна |
| Комитет по строительству и жилищно-коммунальному хозяйству                                           | Сафонов Геннадий Анатольевич   |
| Комитет по экономической политике                                                                    | Потемкин Сергей Григорьевич    |

## Представительство в Совете Федерации
Володин Николай Андреевич — заместитель председателя Комитета Совета Федерации по вопросам социальной политики, секретарь Счетной комиссии Совета Федерации, с 1996 по январь 2002 года.
Щеблыгин Сергей Евгеньевич — заместитель председателя Комитета Совета Федерации по образованию и науке, член Комиссии Совета Федерации по естественным монополиям, член Комиссии Совета Федерации по культуре, с января 2002 г. по 18.09.2016 г.
Иконников Василий Николаевич — член Комитета Совета Федерации по бюджету и финансовым рынкам, с 18.09.2016 года, по настоящее время.

## Интересные факты
- С 1994 года законодательный орган Орловской области назывался Орловская областная Дума. В 1998 году депутаты решили вернуться к традиционному для Орловщины и более привычному для своих земляков названию регионального парламента — Орловский областной Совет народных депутатов[3].
- В мае 2018 года учрежден журнал «Региональный парламент», созданный с целью повышения информационной открытости Орловского областного Совета народных депутатов и обеспечения реализации прав граждан на доступ к информации о деятельности Орловского областного Совета народных депутатов, депутатов Орловского областного Совета народных депутатов, комитетов, комиссий и иных органов Орловского областного Совета народных депутатов[4].